# Nikolaï Khitrovo
Pour les articles homonymes, voir Khitrovo.
Nikolaï Zakharovitch Khitrovo (russe : Николай Захарович Хитрово), né en 1779 et mort en 1826, est un général de division russe.

## Biographie
Il est le second fils de Zakhar Alexeïevitch Khitrovo (1734-1798) et de son épouse, née Alexandra Nikolaïevna Maslova (1754-1829). En 1786, il figure parmi les sergents du régiment de la garde Izmaïlovski. Nommé Flügel-Adjudant du tsar Paul Ier en 1801, il participe aux campagnes militaires de 1805 à 1811, mais est écarté avant la campagne de Russie, son état de santé étant affaibli par des blessures subies en 1809 au siège de Braïlov. Il passe alors une année à Viatka avant de se retirer dans son domaine dans le gouvernement de Kalouga, sous contrôle policier. Ce dernier ne sera levé qu'après l’intervention de son beau-père, le prince Koutouzov, vainqueur de Napoléon.

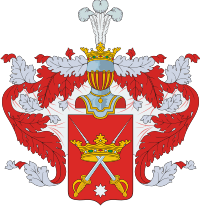
Armes de la famille Khitrovo

Sa femme, Anna Mikhaïlovna, était amie avec Alexandre Pouchkine. Elle lui donne quatre fils et une fille.
Le quartier de Moscou Khitrovka porte ce nom en mémoire d'un marché qu’y fit ériger le général Khitrovo, près de son hôtel particulier.

## Écrits
Pendant son séjour forcé à Viatka, il tient un journal dont certains extraits décrivant l'histoire de la ville et de ses principaux monuments sont publiés. Il est membre-correspondant de la Société biblique. Il fait paraître deux brochures: « Перемышльский Лютиков монастырь » (Le monastère de la Trinité-des-Renoncules de Peremychl) et « Наставление, в какие дни читать св. Евангелие » (Instruction catéchétique à propos des jours de lecture du Saint Évangile). 